# Fidget house
El Fidget house a veces llamado Dirty house es un subgénero temprano del electro house, también algo más agresivo, el término fue creado por los productores Switch y Jesse Rose y fue descrito como "una broma que ha ido un poco lejos", lleva influencias de numerosos géneros musicales.

## Características
Se caracteriza por usar trozos de vocales, líneas de bajo sucias y agresivas y sintetizadores de un estilo rave sobre bombo 4/4 de un estilo "glitchy" también se han citado samples de música funk y FM synthesis. Esta fuertemente influenciados por muchos estilos mundiales como el UK garage, kuduro, pimba, glitch, Detroit techno, Chicago house, o bouncy techno. Tiene un tempo de entre 130 y 140 BPM.

## Historia
Este género empezó como una "broma" que más tarde fue tomada más en serio, lo describen como "una escena que realmente no existe, solo lo usan lo que no saben que poner en el campo de género en iTunes antes de subir una canción". A pesar de esto algunos elementos del fidget house han sido usados para la formación de nuevos géneros, sobre todo por su estilo agresivo y rápido.